# Guatteria duckeana
Guatteria duckeana é uma espécie de magnólia. Foi descrito pela primeira vez por Robert Elias Fries. Guatteria duckeana pertence ao gênero Guatteria, e à família Annonaceae. Não existe esse tipo listado. 